# Marquesado de los Castellones
El marquesado de los Castellones es un título nobiliario español creado el 21 de diciembre de 1868 por la reina Isabel II, a favor de Ángel Losada y Fernández de Liencres. El marquesado fue creado por elevación del vizcondado de los Castellones, que se había creado en 1613. El marquesado de los Castellones fue el último título concedido por Isabel II. Le fue concedida la Grandeza de España el 3 de abril de 1893, por Alfonso XIII. 

## Historia de los marqueses de los Castellones
- Ángel Losada y Fernández de Liencres (Úbeda, 27 de julio de 1836-Madrid, 22 de agosto de 1904), I marqués de los Castellones, grande de España, senador,[1] caballero de la Gran Cruz de Isabel la Católica y comendador de la Orden de Carlos III. Era hijo de Pedro Losada Gutiérrez de los Ríos, IX conde de Gavia[2] y conde de Valdelagrana, y de su esposa Ángela Fernández de Liencres y Carvajal.

Casó el 12 de junio de 1872, con Dulce Nombre González de Villalaz y Fernández de Velasco (m. 26 de abril de 1925). Le sucedió su hijo:
- Juan Losada y González de Villalaz (m. 23 de octubre de 1958), II marqués de los Castellones,[1] XII conde de Gavia,[2] dos veces grande de España, y VII marqués de Villablanca.

En 1950, le sucedió, por cesión, su sobrino, hijo de Eduardo Losada y González de Villalaz y de Virginia Drake y Fernández-Durán:
- Emilio Losada y Drake (m. 15 de septiembre de 1982),  III marqués de los Castellones,[1][3] XIII conde de Gavia,[2] dos veces grande de España, XI conde de Valdegrana, IX marqués de Villablanca y marqués de Zarreal.

Contrajo matrimonio el 1 de junio de 1936 con María del Carmen Penalva Baillo (m. 14 de enero de 1999). Sucedió su hijo:
- Alfonso Losada y Penalva, IV marqués de los Castellones,[1] XIV conde de Gavia,[2] dos veces grande de España y XII conde de Valdelagrana.

Casó el 8 de septiembre de 1983 con María Inmaculada de Medina y Díez.  Sucedió, por distribución, su hija:
- Ana Virgina Losada y Medina, V marquesa de los Castellones, grande de España.[4]